# Херія (Румунія)
Херія (рум. Heria) — село у повіті Алба в Румунії. Входить до складу комуни Фереу.
Село розташоване на відстані 270 км на північний захід від Бухареста, 44 км на північний схід від Алба-Юлії, 54 км на південний схід від Клуж-Напоки, 148 км на північний захід від Брашова.

## Населення
За даними перепису населення 2002 року у селі проживали 344 особи.
Національний склад населення села:
| Національність | Кількість осіб | Відсоток |
| -------------- | -------------- | -------- |
| румуни         | 267            | 77,6%    |
| цигани         | 39             | 11,3%    |
| угорці         | 38             | 11,0%    |

Рідною мовою назвали:
| Мова      | Кількість осіб | Відсоток |
| --------- | -------------- | -------- |
| румунська | 281            | 81,7%    |
| угорська  | 39             | 11,3%    |
| циганська | 24             | 7,0%     |